# Periplaneta lata
Periplaneta lata är en kackerlacksart som först beskrevs av Herbst 1786.  Periplaneta lata ingår i släktet Periplaneta och familjen storkackerlackor. Inga underarter finns listade i Catalogue of Life.